# 鲹鱼河镇
会东镇，是中华人民共和国四川省凉山彝族自治州会东县下辖的一个乡镇级行政单位。

## 行政区划
会东镇下辖以下地区：
政通路社区、金叶街社区、满银路社区、杉松村、老街村、垭口村、鱼山村、胜利村、民主村、水塘子村、顺河村、秧发村和普发村。